# Betroka
Betroka – miasto na Madagaskarze, w prowincji Toliara, o powierzchni 112 km² i liczbie ludności około 12 000.